# Campionato europeo femminile di pallacanestro Under-18 1979
Il Campionato europeo femminile di pallacanestro Under-18 1979 (noto anche come FIBA EuroBasket Women Under-18 1979) si è svolto in Italia, a Capo d'Orlando, Piazza Armerina, Catania, Palermo, Messina.

## Classifica finale
| Campione d'Europa | Campione d'Europa | Campione d'Europa |
| ----------------- | ----------------- | ----------------- |
| Unione Sovietica  |                   |                   |
| Argento           | Ungheria          |                   |
| Bronzo            | Cecoslovacchia    |                   |
| 4.                | Jugoslavia        |                   |
| 5.                | Italia            |                   |
| 6.                | Romania           |                   |
| 7.                | Finlandia         |                   |
| 8.                | Bulgaria          |                   |
| 9.                | Polonia           |                   |
| 10.               | Francia           |                   |
| 11.               | Paesi Bassi       |                   |
| 12.               | Belgio            |                   |